# Bittacus capensis
Bittacus capensis is een schorpioenvlieg uit de familie van de hangvliegen (Bittacidae). De wetenschappelijke naam van de soort is voor het eerst geldig gepubliceerd door Thunberg in 1784.
De soort komt voor in Zuid-Afrika.